# E-Prix di Punta del Este 2018

L'E-Prix di Punta del Este 2018 è stato il sesto appuntamento della quarta stagione del campionato di Formula E, destinato ai soli veicoli elettrici. La gara è stata vinta da Jean-Éric Vergne, su Techeetah, che ha conquistato la sua seconda vittoria stagionale consolidando la leadership in campionato, dopo aver inoltre ottenuto la pole position.

## Risultati[1]

### Qualifiche
| Pos.                        | N. | Pilota                 | Squadra          | Qualifica | Gap     | SuperPole | Gap | Griglia |
| --------------------------- | -- | ---------------------- | ---------------- | --------- | ------- | --------- | --- | ------- |
| 1                           | 1  | Lucas Di Grassi        | Audi Sport ABT   | 1:14.032  | +0.360  | —         | —   | 2       |
| 2                           | 36 | Alex Lynn              | DS Virgin Racing | 1:14.135  | +0.463  | —         | —   | 3       |
| 3                           | 20 | Mitch Evans            | Jaguar           | —         | —       | —         | —   | 16      |
| 4                           | 16 | Oliver Turvey          | NIO              | 1:14.181  | +0.509  | —         | —   | 4       |
| 5                           | 25 | Jean-Éric Vergne       | Techeetah        | 1:13.672  | —       | 1:16.806  | —   | 1       |
| 6                           | 66 | Daniel Abt             | Audi Sport ABT   | 1:14.224  | +0.552  |           |     | 5       |
| 7                           | 9  | Sébastien Buemi        | Renault-e.Dams   | 1:14.320  | +0.648  |           |     | 6       |
| 8                           | 18 | André Lotterer         | Techeetah        | 1:14.442  | +0.770  |           |     | 7       |
| 9                           | 5  | Maro Engel             | Venturi          | 1:14.523  | +0.851  |           |     | 8       |
| 10                          | 2  | Sam Bird               | DS Virgin Racing | 1:14.552  | +0.880  |           |     | 9       |
| 11                          | 6  | José María López       | Dragon Racing    | —         | —       |           |     | 18      |
| 12                          | 7  | Jérôme d'Ambrosio      | Dragon Racing    | 1:14.673  | +1.001  |           |     | 10      |
| 13                          | 28 | António Félix da Costa | Andretti         | 1:14.973  | +1.301  |           |     | 11      |
| 14                          | 19 | Felix Rosenqvist       | Mahindra         | 1:15.104  | +1.432  |           |     | 12      |
| 15                          | 36 | Luca Filippi           | NIO              | 1:15.444  | +1.772  |           |     | 15      |
| 16                          | 4  | Edoardo Mortara        | Venturi          | 1:15.493  | +1.821  |           |     | 13      |
| 17                          | 27 | Tom Blomqvist          | Andretti         | 1:16.424  | +2.752  |           |     | 20      |
| Tempo limite 107%: 1:19.214 |    |                        |                  |           |         |           |     |         |
| 18                          | 23 | Nick Heidfeld          | Mahindra         | 1:31.701  | +18.029 |           |     | 17      |
| 19                          | 3  | Nelson Piquet Jr.      | Jaguar           | 1:42.656  | +28.984 |           |     | 14      |
| 20                          | 8  | Nico Prost             | Renault-e.Dams   | 1:53.358  | +39.686 |           |     | 19      |

### Gara
| Pos. | N. | Pilota                 | Squadra          | Giri | Tempo/Ritiro | Griglia | Punti |
| ---- | -- | ---------------------- | ---------------- | ---- | ------------ | ------- | ----- |
| 1    | 25 | Jean-Éric Vergne       | Techeetah        | 37   | 50:43.809    | 1       | 28    |
| 2    | 1  | Lucas Di Grassi        | Audi Sport ABT   | 37   | +0.447       | 2       | 18    |
| 3    | 2  | Sam Bird               | DS Virgin Racing | 37   | +2.611       | 9       | 15    |
| 4    | 20 | Mitch Evans            | Jaguar           | 37   | +4.075       | 16      | 12    |
| 5    | 19 | Felix Rosenqvist       | Mahindra         | 37   | +4.224       | 12      | 10    |
| 6    | 36 | Alex Lynn              | DS Virgin Racing | 37   | +7.672       | 3       | 8     |
| 7    | 16 | Oliver Turvey          | NIO              | 37   | +11.818      | 4       | 6     |
| 8    | 6  | José María López       | Dragon Racing    | 37   | +12.612      | 18      | 5     |
| 9    | 7  | Jérôme d'Ambrosio      | Dragon Racing    | 37   | +22.242      | 10      | 2     |
| 10   | 5  | Maro Engel             | Venturi          | 37   | +26.293      | 8       | 1     |
| 11   | 28 | António Félix da Costa | Andretti         | 37   | +27.335      | 11      |       |
| 12   | 18 | André Lotterer         | Techeetah        | 37   | +38.731      | 7       |       |
| 13   | 68 | Luca Filippi           | NIO              | 37   | +39.926      | 15      |       |
| 14   | 66 | Daniel Abt             | Audi Sport ABT   | 37   | +43.139      | 5       |       |
| 15   | 8  | Nico Prost             | Renault-e.Dams   | 37   | +47.194      | 19      |       |
| 16   | 27 | Tom Blomqvist          | Andretti         | 37   | +59.299      | 20      |       |
| 17   | 4  | Edoardo Mortara        | Venturi          | 36   | +1 giro      | 13      |       |
| Rit  | 9  | Sébastien Buemi        | Renault-e.Dams   | 29   | Incidente    | 6       |       |
| Rit  | 3  | Nelson Piquet Jr.      | Jaguar           | 25   | Trasmissione | 14      |       |
| Rit  | 23 | Nick Heidfeld          | Mahindra         | 1    | Trasmissione | 17      |       |

## Classifiche
Classifica Piloti
| +/– | Pos | Pilota            | Punti    |
| --- | --- | ----------------- | -------- |
|     | 1   | Jean-Éric Vergne  | 109      |
|     | 2   | Felix Rosenqvist  | 79 (–30) |
|     | 3   | Sam Bird          | 76 (–33) |
|     | 4   | Sébastien Buemi   | 52 (–57) |
|     | 5   | Nelson Piquet Jr. | 45 (–64) |

Classifica Squadre
| +/– | Pos | Squadra          | Punti     |
| --- | --- | ---------------- | --------- |
|     | 1   | Techeetah        | 127       |
|     | 2   | Mahindra         | 100 (–27) |
| 1   | 3   | DS Virgin Racing | 93 (–34)  |
| 1   | 4   | Jaguar           | 86 (–41)  |
|     | 5   | Renault-e.Dams   | 59 (–68)  |

## Altre gare
- E-Prix di Punta del Este 2015
- E-Prix di Città del Messico 2018
- E-Prix di Roma 2018